# Вавелски змај
Вавелски змај (пољ. Smok Wawelski), познат и као Змај Вавелског брда, је чувени змај у пољском фолклору. Његова јазбина је у пећини у подножју Вавелског брда на обали реке Висле. Брдо Вавел је у Кракову, који је тада био престоница Пољске. У неким причама змај је ту живео пре оснивања града, када су то подручје насељавали фармери.
Вавелска Катедрала и Краковски Вавел Замак се налазе на Вавелском брду. Испред улаза у катедралу постоје кости плеистоценског бића које висе на ланцу, која су пронађена и донесена у катедралу у средњем веку, као остаци змаја. Верује се да ће свет доћи до свог краја када кости падну на земљу. Катедрала има статуу Вавелског змаја и плочу у спомен победи Кракуса, пољског принца који је убио змаја и, према плакети, основао град и сазидао палату изнад јазбине убијеног змаја. Змајева пећина испод замка је сада популарно туристичко одредиште.

## Легенда

### По Винсенту Кадлубеку
Најстарија позната прича долази из рада краковског бискупа из 13. века и историчара Пољске, Винсета Кадлубека (пољ. Wincenty Kadłubek). Према његовој хроници застрашујуће чудовиште се појавило током владавине краља Кракуса (лат. Gracchus). Змају је захтевао недељна следовања стоке, а ако не стигне, уместо тога јео је људе. У нади да ће убити змаја, Кракус је позвао на своја два сина, Леха и Кракуса II. Они нису успели да победе створење голим рукама, па су одлучили да га надмудре. Нахранили су га са телећеом кожом која је била напуњена са врелим сумпором, која је узровала његову ватрену смрт. Након змајеве смрти, браћа су почела да се свађају ко је заслужан за његову смрт. Старији брат је убио млађег Кракуса II, и рекао је да га је змај убио. Када је постао краљ, његова тајна је откривена, и он је протеран из земље. Град је добио име у знак признања за храброг и невиног Кракуса.
Јан Длугош (пољ. Jan Długosz) је у својој хроници из 15. века преселио братоубиство Кракових синова у период након смрти краљ Кракуса I. Браћа се такође зову Кракус и Лех. Према првобитној верзији, Кракус II је био млађи брат и убио га је старији, али према Јану Длугошу било је супротно.